# Částkov (Tachovi járás)
Částkov település Csehországban, Tachovi járásban. Částkov Tisová, Hošťka, Tachov, Staré Sedliště és Dlouhý Újezd településekkel határos. Lakosainak száma 355 fő (2024. január 1.).

## Népesség
A település lakosságának változását az alábbi diagram mutatja:
| Lakosok száma | 729  | 680  | 686  | 333  | 290  | 306  | 357  | 361  | 333  | 355  |
|               | 1869 | 1890 | 1921 | 1950 | 1980 | 2001 | 2017 | 2019 | 2022 | 2024 |